# Molodezkoje
Molodezkoje (russisch Молодецкое, deutsch Domäne Heiligenwalde) ist ein Ort in der russischen Oblast Kaliningrad. Er gehört zur kommunalen Selbstverwaltungseinheit Stadtkreis Gurjewsk im Rajon Gurjewsk.

## Geographische Lage
Molodezkoje liegt 21 Kilometer östlich der Oblasthauptstadt Kaliningrad (Königsberg) und ein Kilometer nördlich von Uschakowo (Heiligenwalde, Dorf). Der Ort, dessen Anblick schon von weitem Erdöltürme erkennen lassen, wird im Norden von der alten Trasse und im Süden von der neuen Trasse der Föderalstraße A229 (ehemalige deutsche Reichsstraße 1, heute auch Europastraßen 28 und 77) begrenzt. Eine Bahnanbindung besteht nicht.

## Geschichte
Das ehemals als Heiligenwalde, Domäne bezeichnete und frühere Gutsdorf kam 1874 zum neu gebildeten Amtsbezirk Heiligenwalde mit Sitz in der Landgemeinde Heiligenwalde (heute russisch: Uschakowo). Er gehörte bis 1939 zum Landkreis Königsberg (Preußen), von 1939 bis 1945 Landkreis Samland, im Regierungsbezirk Königsberg der preußischen Provinz Ostpreußen.
Der Gutsbezirk Heiligenwalde, Domäne, zählte im Jahre 1910 insgesamt 52 Einwohner. Im Jahre 1928 gab der Gutsbezirk seine Eigenständigkeit auf und wurde in die Landgemeinde Heiligenwalde (Uschakowo) eingemeindet.
1945 kam der Ort innerhalb des nördlichen Ostpreußens zur Sowjetunion. Im Jahr 1950 erhielt er die russische Bezeichnung Molodezkoje und wurde gleichzeitig dem Dorfsowjet Nisowski selski Sowet im Rajon Gurjewsk zugeordnet. Von 2008 bis 2013 gehörte Molodezkoje zur Landgemeinde Nisowskoje selskoje posselenije und seither zum Stadtkreis Gurjewsk.

## Kirche
Vor 1945 war die Bevölkerung der Domäne Heiligenwalde fast ausnahmslos evangelischer Konfession. Das Dorf war in das Kirchspiel der Kirche Heiligenwalde im Kirchenkreis Königsberg-Land II innerhalb der Kirchenprovinz Ostpreußen der Kirche der Altpreußischen Union eingepfarrt. Letzter deutscher Geistlicher war Pfarrer Paul Kortzitzki.
Heute liegt Molodezkoje im Einzugsbereich der in den 1990er Jahren neu erbauten evangelisch-lutherischen Auferstehungskirche in Kaliningrad (Königsberg), der Hauptkirche der Propstei Kaliningrad im Verbund der Evangelisch-lutherischen Kirche Europäisches Russland (ELKER).